# Wordfast
Наименованието Wordfast се използва от продуктите тип преводаческа памет, разработвани от компанията Wordfast LLC. Първоначалният Wordfast продукт, сега познат под името Wordfast Classic, е разработен от Ив Шамполион (Yves Champollion) през 1999 г. като по-евтина и по-опростена алтернатива на Trados,, добре позната програма за преводаческа памет по него време. Настоящите Wordfast продукти работят на различни платформи, но използват съвместими формати на преводаческа памет и работният процес следва едни и същи принципи. Софтуерът е най-предпочитан от преводачите на свободна практика, макар някои от продуктите да са подходящи и за корпоративните среди.
Компанията Wordfast LLC е базирана в щата Делауеър, САЩ, макар голяма част от разработката да се извършва в Париж, Франция. Освен тях, съществува и център по поддръжка в Чехия. В компанията работят близо 50 служители.

## История
Разработката на версия 1 на Wordfast (наричана просто Wordfast) започва през 1999 г. в Париж, Франция, от Ив Шамполион. Програмата се състои от набор от макроси, изпълнявани вътре в Microsoft Word, версия 97 или по-нова. Останалите програми за преводаческа памет по него време също работят вътре в Microsoft Word, например Trados.
До края на 2002 г. този базиран на MS Word инструмент (сега познат като Wordfast Classic) е безплатен. От уста на уста, информацията за Wordfast се разпространява и той се превръща във втория най-популярен софтуер за преводаческа памет сред преводачите.
През 2006 г. се основава компанията Wordfast LLC. Преди това Wordfast се разработва от Ив Шамполион като физическо лице.
През януари 2009 г. Wordfast пускат на пазара „Преводаческо студио Wordfast“ (Wordfast Translation Studio), включващо Wordfast Classic и Wordfast Professional, самостоятелен инструмент за преводаческа памет, написан на програмния език Java. Двата инструмента могат да бъдат закупени поотделно или в комплект.
През май 2010 г. Wordfast пускат безплатен онлайн инструмент, познат като Wordfast Anywhere. Този инструмент позволява на преводачите да работят върху своите проекти практически от всяко едно устройство с достъп до интернет, включително смартфони, PDA и таблети. Към юли 2010 г. регистрираните в Wordfast Anywhere потребители наброяват 5000, а към ноември 2010 г. броят им нараства до 10 000.

## Продукти

### Wordfast Classic
Wordfast Classic е набор от макроси, изпълнявани вътре в Microsoft Word 97 или по-нова версия на всички операционни системи. По-новите версии поддържат възможности, които са достъпни единствено за по-новите версии на Microsoft Word, но като цяло продължават да работят и на Word 97. Преведеният с Wordfast Classic документ бива временно превърнат в двуезичен документ (съдържащ както изходния, така и целевия текст, под формата на отделни сегменти), като за да получи окончателната си форма, той трябва да бъде „изчистен“. Работният процес е подобен на този в програмите Trados 5, WordFisher и Logoport.
Първата версия на Wordfast Classic се нарича Wordfast версия 1 и е разработена от Ив Шамполион. Тя става достъпна за обществеността през 1999 г.
Версия 2 се използва предимно от преводаческата агенция Linguex, която получава изключителни права за ползване за срок от 9 месеца за своя екип от преводачи и свързани преводачи на свободна практика в края на 1999 г. По него време функционалността на Wordfast бива разширена от възможности за контрол на качеството на базата на правила и на глосари, както и мрежова поддръжка. След като Linguex престава да съществува, версия 3 на Wordfast става достъпна за обществеността под формата на безплатен инструмент със задължителна регистрация.
В средата на 2001 г. разработчиците на Wordfast подписват споразумение за съвместно контролирано предприятие с преводаческата група Logos за разпространение на програмата, под шапката на новосъздадената във Великобритания фирма Champollion Wordfast Ltd. Съвместно контролираното предприятие се разпада през август същата година, след като Logos отказват да споделят изходния код на техния софтуер с разработчика на Wordfast, въпреки че са получили достъп до изходния код на Wordfast, прихващайки имейлите на разработчиците. Logos продължава да разпространява по-стара версия на Wordfast, датираща от него време, като твърди, че правата над името Wordfast или за разпространението на нови версии се държат от тях.
Първоначално версия 3 е безплатна, със задължителна регистрация, при която се използва сериен номер, генериран от компютъра на самия потребител. През октомври 2002 г. Wordfast става търговски продукт с тригодишни лицензи на цена от 170 евро за потребители от „богатите“ страни и 50 евро (по-късно 85 евро) за потребители от други, „непривилегировани“, страни.

### Wordfast Anywhere
Wordfast Anywhere е интернет-базирана версия на Wordfast, чийто работен процес и потребителски интерфейс са подобни на този на Wordfast Classic. Тази версия е пусната през май 2010 г., макар работни версии да са достъпни за обществеността още от май 2009 г. Преди официалното обявяване на продукта още не е ясно дали той ще остане безплатен или не.
Въпреки че услугата е безплатна, съществуват някои ограничения:
- Не повече от 10 изходни файла едновременно,
- Не повече от 1 милион преводни единици на регистрация,
- Не повече от 100 000 преводни единици на преводаческа памет,
- Не повече от 100 000 термина в глосар на регистрация,
- Ограничението за размера на файлове, които могат да бъдат качвани, е 2 MB, но файловете могат да бъдат качвани в архивиран (zip) формат.

Политиката за защита на личните данни на Wordfast Anywhere е, че всички качени документи остават поверителни и не се споделят. По желание, потребителите могат да използват машинен превод и да имат достъп тип „само четене“ до огромна публична преводаческа памет.
Освен че може да бъде използван на таблети, работещи с операционни системи като Windows Mobile, Android и Palm OS, Wordfast Anywhere е също така достъпен и като приложение за iPhone. От април 2011 Wordfast Anywhere разполага с вградена система за оптично разпознаване на символи за работа с PDF файлове.

### Wordfast Pro
Самостоятелен инструмент за преводаческа памет, работещ върху различни операционни системи (Windows, Mac, Linux), който използва филтри, за да борави с различни файлови формати, като предоставя и базово ниво на партиден анализ за преводачи на свободна практика (до 20 файла).

### Plus tools
Набор от безплатни инструменти, проектирани с цел подпомагането на преводачи, ползващи Wordfast Classic, при изпълнението на специфични напредлаи функции от рода на извличане на текст и подравняване (създаване на двуезичен файл и на преводаческа памет от вече преведени документи).

### Проект VLTM (Много голяма преводаческа памет)
Потребителите могат да ползват съдържание от една много голяма публична преводаческа памет или да създават затворена работна група, в която могат да споделят преводачески памети с останалите преводачи, с които си сътрудничат.

### Wordfast сървър
Защитено сървърно приложение за преводаческа памет, което прави възможно споделянето на преводаческа памет в реално време между преводачи, намиращи се в коя да било точка на света.

## Поддържани формати на изходни документи
Wordfast Classic може да борави еъс следните формати: всеки формат, който може да бъде четен от Microsoft Word, включително обикновен текст (TXT), Word документи (DOC/DOCX), Microsoft Excel (XLS/XLSX), PowerPoint (PPT/PPTX), богат текстови формат (RTF), RTF с тагове и HTML. Не се предлага пряка поддръжка на форматите на OpenDocument, тъй като настоящите версии на Microsoft Word не разполагат с филтри за импортиране на OpenDocument файлове.
Wordfast Pro може да борави с Word документи (DOC/DOCX), Microsoft Excel (XLS/XLSX), PowerPoint (PPT/PPTX), богат текстови формат (RTF), текст (TXT), HTML, XML, ASP, JSP, Java, InDesign (INX/IDML), FrameMaker (MIF), както и редактируеми PDF. Не се предлага поддръжка на OpenDocument формати.
Wordfast Anywhere може да борави с Word документи (DOC/DOCX), Microsoft Excel (XLS/XLSX), PowerPoint (PPT/PPTX), богат текстови формат (RTF), текст (TXT), HTML, InDesign(INX), FrameMaker (MIF), TIFF (TIF/TIFF), както и редактируеми, и разпознаваеми с помощта на OCR PDF файлове. Не се предлага поддръжка на OpenDocument формати.

## Поддържани формати на преводачески памети и глосари
Форматът на преводаческата памет на Wordfast е обикновен табулиран текстови файл, който може да бъде отварян и редактиран в текстови редактор. Продуктите на Wordfast могат също така да импортират и експортират TMX файлове за обемн на памети между основните търговски преводачески инструменти. Форматът на глосарите на Wordfast е обикновен табулиран текстови файл. Wordfast Pro може също така да импортира TBX файлове за обем на терминология между основните търговски преводачески инструменти.
Продуктите на Wordfast поддържат много на брой преводачески памети и глосари едновременно. Преводаческите памети могат да съхраняват до 1 милион преводни единици, а глосарите могат да съхраняват до 250 000 термина всеки.
Wordfast може да използва сървърни преводачески памети, както и да извлича данни от инструменти за машинен превод, включително Google Translate и Microsoft Translator).

## Документация и поддръжка
Подробни ръководства на потребителя могат да бъдат свалени от интернет сайта на Wordfast. Wordfast Pro и Wordfast Anywhere също така предлагат и онлайн помощни страници. Потребителите могат да четат Wordfast wiki за помощ при апочването на работата си с инструментите, за съвети, за често задавани въпроси и др.. На специализираната страница на Wordfast в YouTube се предлагат видео уроци.

## Лицензиране
Всички лицензи на Wordfast включват, от датата на закупуване:
безплатна поддръжка по имейл за срок от една година;
безплатно обновяване до по-нова версия на софтуера за срок от три години;
правото за подновяване на лиценза на софтуера за нови три години.
След изтичането на тригодишната продължителност на лиценза потребителите могат да го подновят за допълнителни три години на 50% от стандартната продажна цена а един лиценз към момента на подновяването.

### Потребителски групи
- Wordfast Classic Yahoogroup
- Wordfast Pro Yahoogroup
- Wordfast Anywhere Yahoogroup Архив на оригинала от 2013-01-05 в archive.today